# 迭戈·孔滕托
迭戈·阿曼多·瓦伦丁·孔滕托（義大利語：Diego Armando Valentin Contento，1990年5月1日—）是一名意大利裔德国足球运动员，现效力于德乙球隊桑德豪森，司职左后卫。

## 生涯

### 俱乐部生涯
作为拜仁慕尼黑青年队的一员，孔滕托在2008年被提拔进入拜仁慕尼黑二队。孔滕托的职业生涯首秀是在2008年12月16日进行的德国足球丙级联赛第16轮中，拜仁二队客场2比0战胜埃姆登踢球者，孔滕托作为替补登场踢完了最后16分钟。在该赛季随后的德丙联赛中，他共获得了11次出场机会，并射入1球。至2009/10赛季，孔滕托已逐渐在拜仁二队站稳主力位置，俱乐部还为他注册了2009/10赛季欧洲冠军联赛的参赛资格。 2010年1月13日，孔滕托与拜仁慕尼黑正式签下为期一年半（至2011年6月30日止）的职业合同，并得以跟随一线队主帅范加尔训练。孔滕托在拜仁的一线队的首次亮相是在2010年2月10日，拜仁与菲尔特进行的德国杯四分之一决赛中，他在第59分钟替换季莫什丘克登场。此后的9天内，孔滕托又相继获得两次出场机会，分别为2月17日的欧洲冠军联赛八分之一决赛拜仁主场以2比1战胜佛罗伦萨的比赛中于下半场替换范比滕；以及2月20日的德甲联赛第23轮拜仁客场1比1战平纽伦堡的比赛中顶替受伤的范比滕首发。

### 国家队生涯
孔滕托于2009年10月9日首次身披国家队战袍，当时他代表德国20岁以下国家足球队在索洛图恩以2比3不敌瑞士。

## 荣誉
- 德甲联赛冠军：2010年；
- 德国杯冠军：2010年；

## 其它
孔滕托的家庭来自那不勒斯，是德国的意大利移民。孔滕托的名字“迭戈”便取自那不勒斯足球俱乐部前著名球星迭戈·马拉多纳。孔滕托的哥哥文森佐和多美尼克过去也曾效力于拜仁青训营。